# Min-jüe
Min-jüe (čínsky pchin-jinem Mǐnyuè, znaky zjednodušené 闽越, tradiční 閩越) byl starověký stát rozkládající se ve 3. – 2. století př. n. l. na území dnešní čínské provincie Fu-ťien. Osídlen byl vesměs jüeskými kmeny. Zanikl roku 110 př. n. l., kdy byl dobyt čínskou říší Chan.

## Historie
Na území dnešní čínské provincie Fu-ťien a přilehlém jihovýchodu provincie Če-ťiang žily v období válčících států kmeny nazývané Číňany obecně Jüe, snad příbuzné s předky Vietnamců (tedy mluvící austroasijskými jazyky). Po sjednocení Číny říší Čchin, Číňané na tyto kmeny zaútočili a zřídili na dobytém území Fu-ťienu a jihovýchodu Če-ťiangu komandérii Min-čung.
Po svržení Čchinů v Číně se vlády nad územím Fu-ťienu chopil místní náčelník Cou Wu-ču a nad jihovýchodním Če-ťiangem Cou Jao. Podle čínské tradice zachycené v Zápiscích historika oba odvozovali svůj původ od členů panovnické rodiny království Jüe (leželo v severní a severovýchodní části Če-ťiangu, později expandovalo na sever) uprchlých na jih po dobytí jejich země královstvím Čchu roku 334 př. n. l.
Po ovládnutí Číny říší Chan přiznala chanská vláda roku 202 př. n. l. Cou Wu-čuovi titul krále (wang) státu Min-jüe s hlavním městem Tung-jie (東冶) v ústí řeky Min (dnešní Fu-čou). Roku 192 př. n. l. Chanové uznali i Cou Jaoovo království Tung-chaj v jihovýchodním Če-ťiangu a hlavním městem Tung-ou (v oblasti dnešního Wen-čou). Tung-chaj bylo zpravidla nazýváno podle svého hlavního města jako království Tung-ou (Východní Ou).
Roku 138 př. n. l. Min-jüe napadlo Východní Ou, po zásahu Chanů se stáhlo. Jüeské obyvatelstvo Východního Ou Chanové z bezpečnostních důvodů přesídlili na sever. Roku 135 př. n. l. minjüeská armáda zaútočila na Nan-jüe (v Kuang-tungu). Ze strachu před chanskou armádou vypravenou na pomoc Nan-jüe minjüeského krále Cou Jinga se souhlasem prvního ministra zabil jeho bratr Cou Jü-šan. Chanové novým králem Min-jüe jmenovali Cou Čchoua, člena královského rodu, který byl proti válce. Cou Jü-šan současně ovládl část jüeského území jako král Východního Jüe (Tung-jüe), k čemuž se Chanové postavili klidně.
Roku 111 př. n. l. neposkytlo Východní Jüe Chanům podporu ve válce s Nan-jüe. Následující rok bylo dobyto chanskou armádou a začleněno do říše Chan, současně bylo do chanského státu včleněno i Min-jüe.

## Králové
Králové Min-jüe:
- Cou Wu-ču (騶無諸, † 192 př. n. l.), od 202 př. n. l.;
- Cou Jing (騶郢, † 135 př. n. l.);
- Cou Čchou (騶丑);
- Cou Ťü-ku (騶居股), do 110 př. n. l.

Král Východního Jüe:
- Cou Jü-šan (騶余善, † 110 př. n. l.), od 135 př. n. l.